# Igor Kirillov
Pour les articles homonymes, voir Igor Kirillov (militaire) et Kirillov.
Igor Leonidovitch Kirillov (en russe : Игорь Леонидович Кириллов), né le 14 septembre 1932 à Moscou et mort le 30 octobre 2021 dans la même ville, est un journaliste soviétique puis russe, animateur de télévision et présentateur du journal télévisé.
Membre de l'Union des journalistes de l'Union soviétique depuis 1974, membre de l'Académie de télévision de Russie depuis 2004.

## Biographie
Sorti de l'École supérieure d'art dramatique Mikhaïl Chtchepkine en 1955, Igor Kirillov complète sa formation à l'Institut national de la cinématographie. En 1955-1957, il est acteur au sein de l'actuel Théâtre de la Taganka. En 1957, commence sa carrière au Centre de radio et télé-diffusion de la Chabolovka.

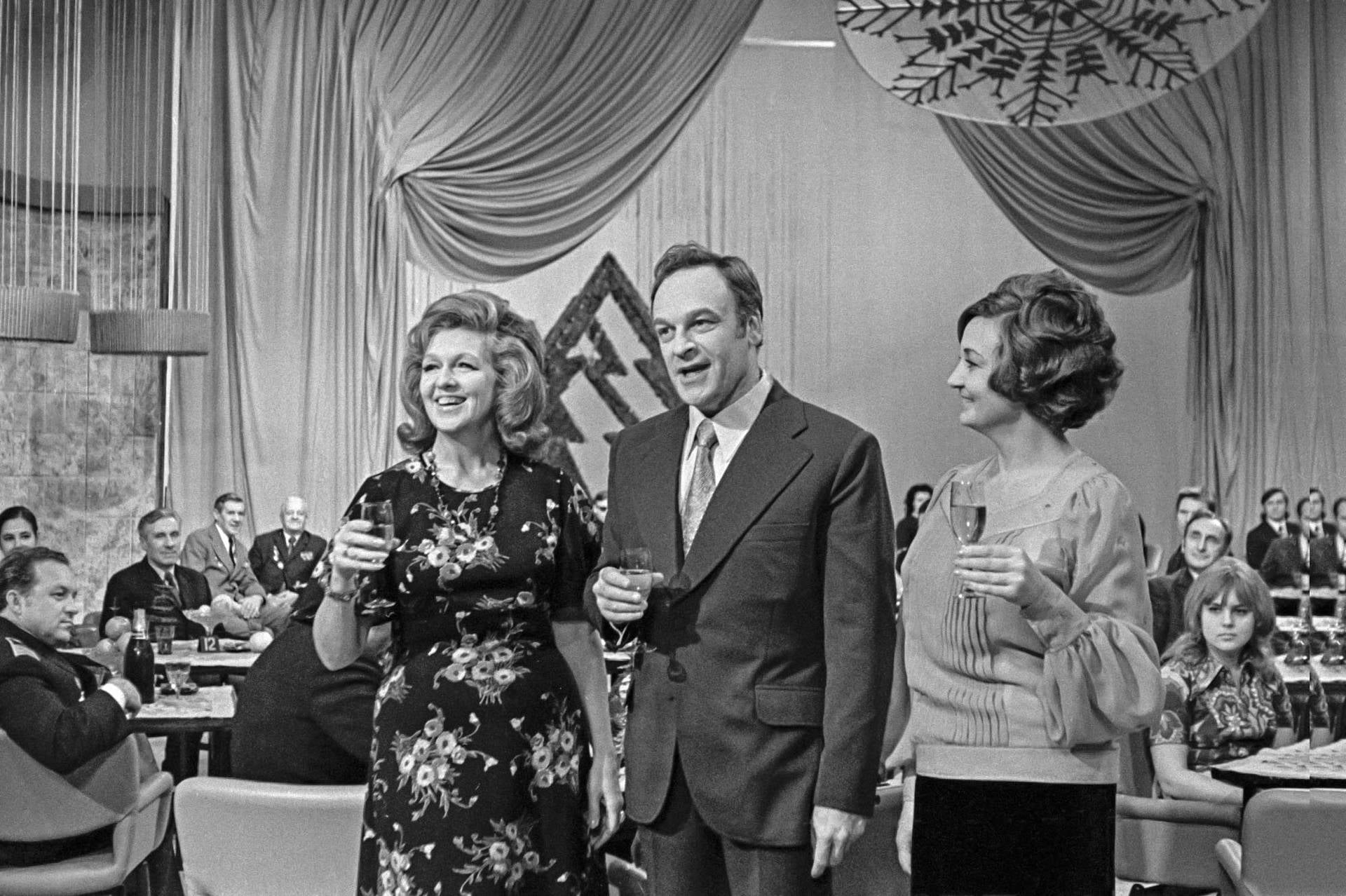
1975

Il a notamment présenté Vremia, le journal télévisé du soir de la télévision d'État soviétique, pendant presque 25 ans, de 1968 à 1991. Il commentait également régulièrement les défilés militaires sur la place Rouge, annonçait les décès de dirigeants soviétiques, présentait les décisions du Politburo - il avait le don de transmettre la propagande du Kremlin à la population. Après la dislocation de l'URSS, Kirillov expliquait que sa formation à la Méthode de Stanislavski l'avait aidé d'avoir le ton convaincant même lorsqu'il avait un doute sur la pertinence et le bien-fondé de ses annonces.

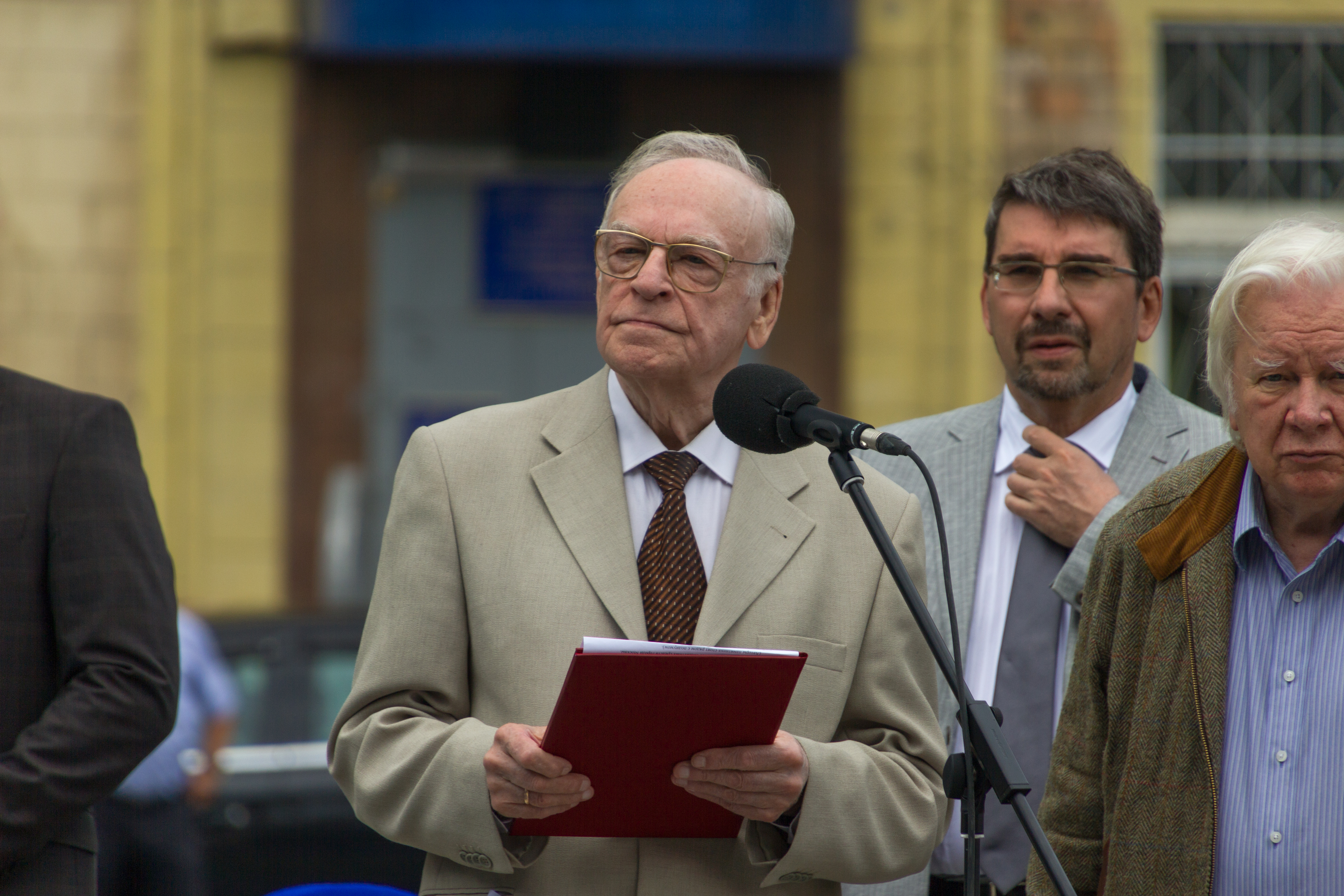
2015

Le prix TEFI pour la contribution personnelle au développement de la télévision nationale lui est décerné en 1998.
Il apparaît plusieurs fois au cinéma dans son propre rôle, notamment dans La Jalousie des dieux de Vladimir Menchov (2000).
Décédé le 29 octobre 2021 à Moscou à l'âge de 90 ans, Igor Kirillov est inhumé au cimetière de Novodievitchi.

## Récompenses et distinctions
- Artiste émérite de la RSFSR (1968)
- Prix d'État de l'URSS (1977)
- Artiste du peuple de la RSFSR (1982)
- Ordre du Drapeau rouge du Travail
- With Dmitri Medvedev, 19 novembre 2011Artiste du peuple de l'URSS (1988)

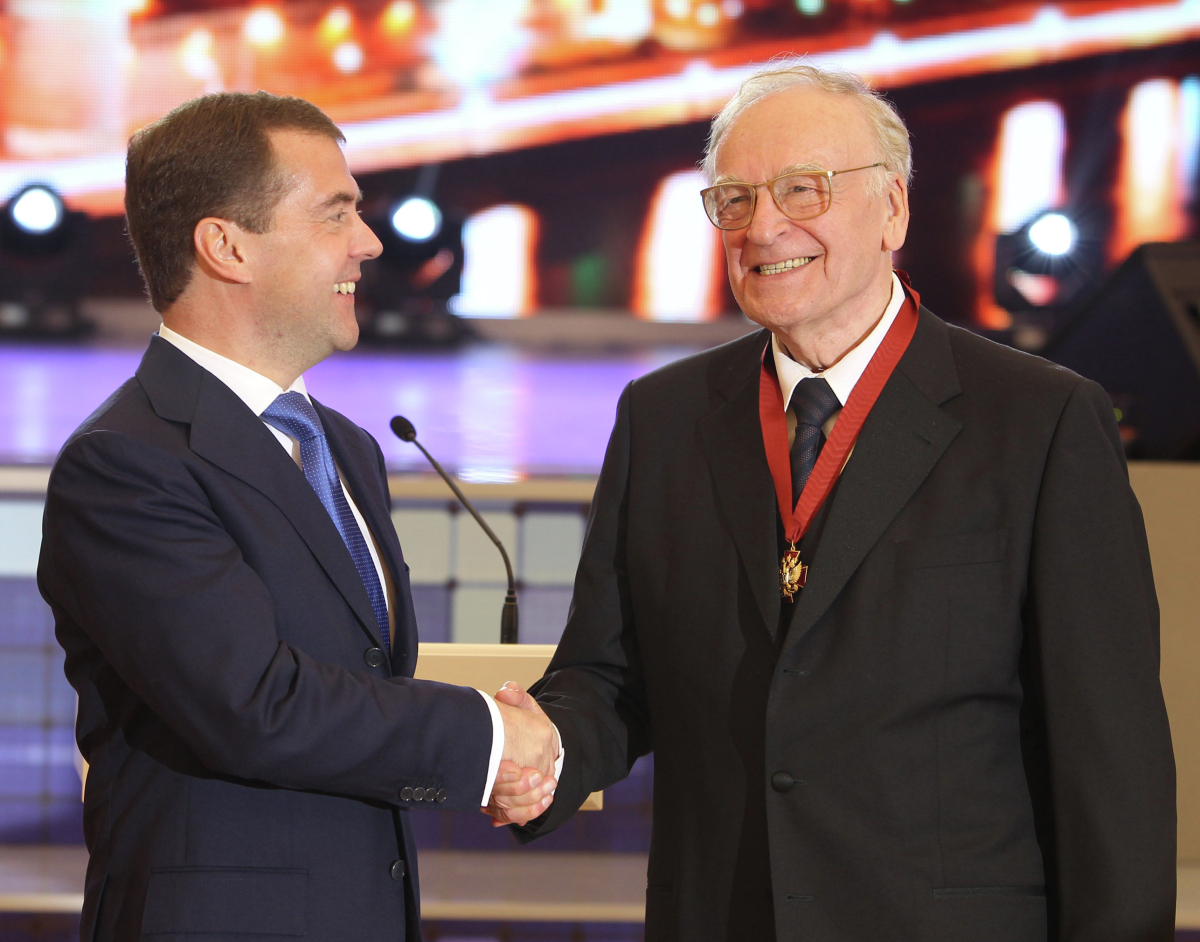
With Dmitri Medvedev, 19 novembre 2011

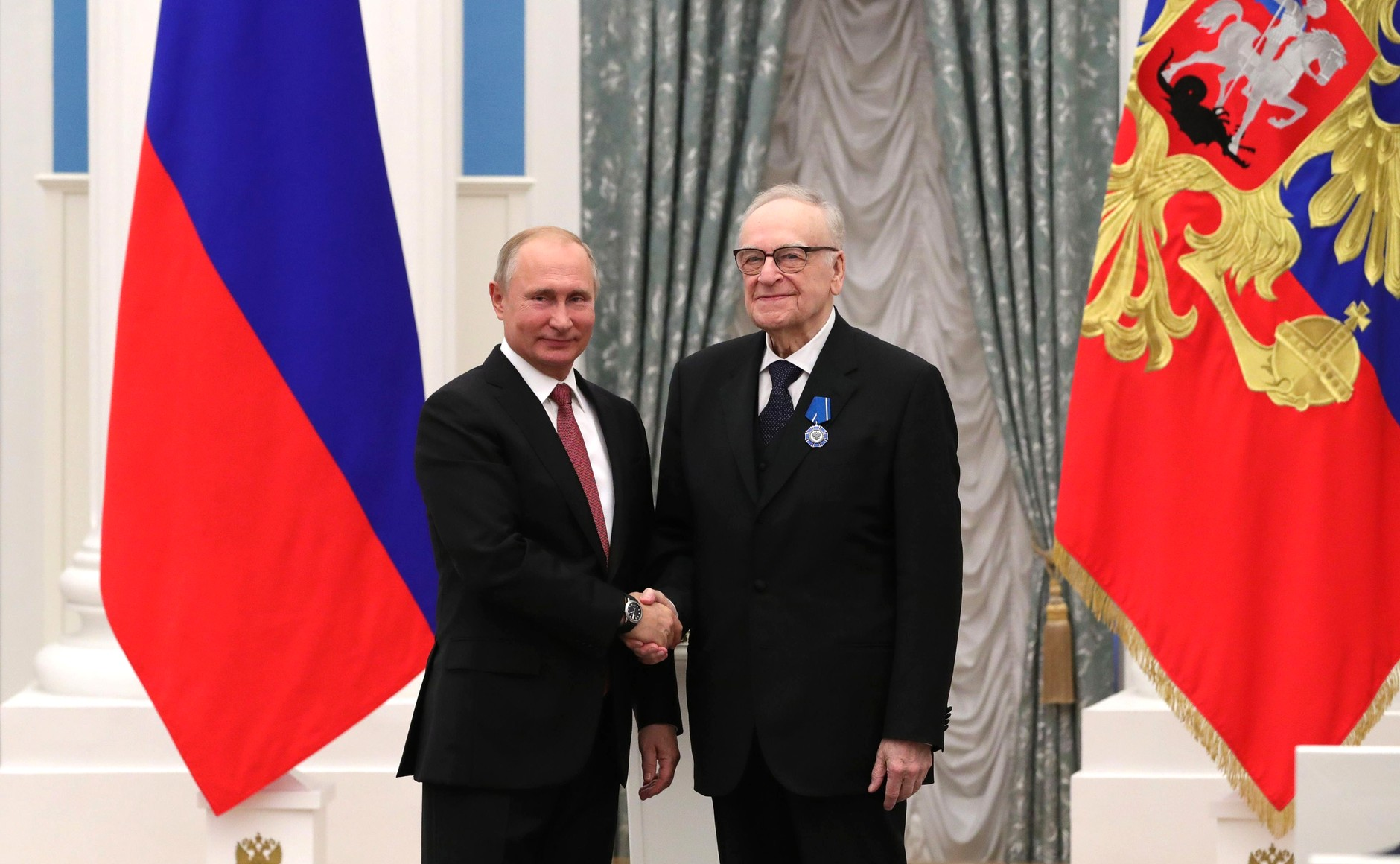
With Vladimir Poutine, 2018

- Ordre du Mérite pour la Patrie de 4e classe (2006)
- With Vladimir Poutine, 2018Ordre du Mérite pour la Patrie de 3e classe (2011)